# Monguelfo-Tesido
Monguelfo-Tesido es una localidad y comune italiana de la provincia de Bolzano, región de Trentino-Alto Adigio, con 2.659 habitantes.

## Evolución demográfica
| Gráfica de evolución demográfica de Monguelfo-Tesido entre 1861 y 2001 |
|                                                                        |
| Fuente ISTAT - elaboración gráfica de Wikipedia                        |